# Ed Wynn
Isaiah Edwin Leopold (Filadelfia, Pensilvania; 9 de noviembre de 1886-Beverly Hills, California; 19 de junio de 1966), conocido con el nombre artístico de Ed Wynn, fue un popular actor y comediante estadounidense, quien realizó una formidable carrera de casi 65 años donde participó en vodevils y teatros, en shows de televisión, en radio y en el cine. Tiene dos estrellas en el Paseo de la Fama de Hollywood, por su actividad en cine y televisión, respectivamente. Ed Wynn inspiró la grabación de voz en inglés del dibujo animado el Lagarto Juancho.

## Biografía
Isaiah Edwin Leopold nació en Filadelfia, Pensilvania, el 9 de noviembre de 1886, hijo de una pareja de judíos de Bohemia, emigrados a finales del siglo XIX. Siendo un adolescente se escapó de casa. En su juventud trabajó como ayudante de W. C. Fields. Luego, en los años 1910, actuó en diversos vodevils y, desde 1914, en los Ziegfeld Follies, una serie de producciones teatrales de Broadway basadas en el Folies Bergère parisino. El primer éxito de Ed Wynn llegó en Broadway algunos años más tarde, con The Perfect Fool (1921).
Posteriormente, dirigió un programa de radio llamado Texaco's Fire Chief, de 1932 a 1939, antes de debutar en la pequeña pantalla en 1950. Ese mismo año ganó un premio Emmy a la Personalidad viva más destacada.
También participó en cine y llegó a ser nominado al Óscar por su actuación en El diario de Ana Frank (1959). Puso la voz al personaje del Sombrerero Loco en la versión de Disney de Alicia en el país de las maravillas (1951). Actuó asimismo en Mary Poppins (1964) y The Greatest Story Ever Told (1965). Además participó en la serie The Twilight Zone, de Rod Serling, interpretando a un vendedor ambulante que se enfrentaba a la muerte.
Ed Wynn era masón y pertenecía a la logia número 9 de Filadelfia. Murió de cáncer en el esófago el 19 de junio de 1966, en Beverly Hills, California, a los 79 años de edad.

## Premios y nominaciones
Premios Óscar
| Año  | Categoría              | Película               | Resultado |
| ---- | ---------------------- | ---------------------- | --------- |
| 1960 | Mejor actor de reparto | El diario de Ana Frank | Nominado  |